# Позитивізм в історичній науці
Позитивізм в історичній науці — позитивістський підхід в історичному пізнанні і історіописанні. Поширення позитивізму в Російській імперії, зокрема в Україні, з 1860-х рр. було пов'язане з розвитком природничих наук — відкриттями корифеїв російської науки Д.Менделєєва, І.Сеченова, К.Тімірязєва, О.Бутлерова, О.Столєтова, становленням антропології, фізіології, соціології тощо. 1863—64 вийшов переклад книги англійського позитивіста Дж. Мілля «Роздуми про представницьке правління». Через рік побачила світ нова його книга «Роздуми і дослідження політичні, філософські й економічні», а 1866 в російському перекладі — «Огюст Конт і позитивізм». Тоді ж переклали книгу І.Тена «Англійський позитивізм» і почали випуск 7-томного зібрання творів Г.Спенсера. 1867 Е.Літтре і Г.Вирубов почали видавати огляд «Позитивна філософія», опублікували низку збірників — «Основи позитивної філософії», «Огюст Конт і його позитивна філософія». У 1870-х рр. органом російських позитивістів став журнал «Знание». Головна ідея основоположника позитивістської філософії О.Конта полягала в тому, що істинне знання про дійсність може бути отримане лише дослідним, позитивним шляхом.

## Поширення позитивізму
Для історичної науки поширення позитивізму означало нові основоположні установки, які зближали її з фізикою, біологією, психологією, методами котрих вона повинна була відшукати «природні закони» історії для створення істинної, універсальної, загальнолюдської історії. Ще у своїй ранній роботі «Катехізис промисловців», написаній спільно із Клодом-Анрі Сен-Сімоном, Конт твердив: «Досі не існує істинної історії, створеної в науковому дусі, тобто [такої], яка має на меті дослідити закони, що управляють соціальним розвитком людського роду». Таким чином конструювався предмет історії як суспільство — тобто культурна цілісність народу або періоду. Головна категорія філософії історії — «розвиток» — розумілась як сукупність одиничних елементів і сконструйованих за природничими законами їхніх змін, що виводилися з порівняння численних одиничних процесів. Зрозуміти їх можливо було лише засобами, виробленими природничими (позитивними) науками. Історія повинна була вирішити те саме завдання, що й точні, природничі науки, — обмежитися описом зовнішньої структури явищ, відповісти на запитання, — як вони протікають, ігноруючи питання, — в чому їх сутність? Це дає можливість вивести закони, які формують у даній структурі взаємозв'язки, що спостерігаються між її окремими рухомими елементами. Головний закон структури ґрунтується на вічному повторенні й точному спостереженні т. зв. координації фактів (звідси витікало твердження Конта, що його «соціальна динаміка» є «теорією факторів»). Встановлення законів історичного розвитку повинне надати історії прогностичну функцію. Конт проголошував: «Знати, щоб передбачити, і передбачити, щоб мати можливість діяти». Категорія «розвиток» у позитивізмі трактувалась як емпіричні узагальнення, пояснення того, що реально спостерігається, як сума дрібніших дій, що зводяться в ряди послідовних, постійно повторюваних змін, забезпечуючи тим самим розчленування єдиного потоку в минулому і можливість передбачити майбутнє. Цим же шляхом можна було реконструювати невідомі відрізки історії, за аналогією з подіями, які відбулися в іншому місці. Замість інтелектуального споглядання, інтуїції та діалектики, які були домінуючими в метафізиці й, відповідно, — німецькому класичному історизмі, вирішальним ставав закон причинності, правильної послідовності.

## Універсальна історія
Згідно з поділом Конта всіх наук на конкретні, описові, й абстрактні, або загальні, історія зараховувалася до наук першого класу і повинна була забезпечувати матеріал для соціології — теорії історії, точніше — навіть теорії суспільства. Соціологія — наука абстрактна, завданням якої є визначення законів суспільного розвитку, людства в цілому. Таким чином Конт приходив до універсальної історії. Центральним для розуміння універсально-історичної конструкції родоначальника позитивізму є категорії «прогрес» і «порядок», взаємозв'язок, зумовленість яких створюють повну гармонію історії. Прогрес зумовлений розвитком інтелекту, який є організуючою силою цього процесу, він панує над різноманітними умовами, але водночас зумовлений фізіологічними факторами, середовищем. Закони розвитку є, власне, законами руху інтелекту і його відношенням до середовища. Ця подвійна залежність створює постійне прогресивне наростання, веде до гармонії між інтелектом та середовищем.

## Закон 3-х стадій
Важливе значення для розвитку історичної науки мав так званий закон 3-х стадій Конта. Людство у своїй історії пройшло 3 стадії, на яких суспільний лад цілком залежав від систем думки і повністю визначався ними:
1. теологічна, фіктивна, яка, у свою чергу, розпадається на 3 епохи — фетишизм, політеїзм і монотеїзм, де кожна релігійна система створює й закріплює всю сукупність матеріальних відносин і понять;
2. метафізична стадія розвитку людства починається в 14 ст. з розпадом феодально-католицького світу й характеризується індустріальним розвитком, свободою думки і революційним духом. Французька революція кінця 18 століття є його логічним завершенням;
3. наукова, позитивна стадія починається після Французької революції кінця 18 ст. і їй належить майбутнє. Люди пізнають світ за допомогою точних наукових методів, діючих законів явищ і шляхом зведення їх до узагальнюючих законів, на основі яких можна прогнозувати майбутній суспільний розвиток.

Закон «трьох стадій» доповнюється законом про зміну 2-х форм існування суспільства — соціальної статики і соціальної динаміки. Суспільство перебуває у стані спокою або в русі, які зумовлені порядком і прогресом. Відповідно, соціальна статика вивчає гармонію суспільного порядку, а соціальна динаміка — форми і мотиви прогресу. Зі стану спокою суспільство виводиться розвитком інтелекту, й від його руху залежить прогрес, який може прискорюватися другорядними факторами — фізичними, природно-кліматичними, психологічними тощо.

## Теорія суспільства Г.Спенсера
Великий вплив на історичну науку мали ідеї визначного представника позитивізму — англійського філософа Г.Спенсера (1820—1903). Його теорія була вершиною натуралістичного розуміння історії. Г.Спенсер поділяв концепцію історії як теорію суспільства О.Конта, будував історію на соціології, ділячи останню на соціальну статику і соціальну динаміку. В основі соціальної статики лежала ідея поступового, плавного прогресу. За прикладом біологічної еволюції філософ заміняв термін «прогрес» нейтральним «еволюція». Встановлена О.Контом аналогія між суспільством і тваринним світом привела Г.Спенсера до загального еволюційного природничого закону розвитку суспільства. Теорія суспільства у Г.Спенсера значно складніша, ніж у О.Конта, оскільки в його статиці розглядається взаємозалежність і зумовленість різних структурних форм суспільства, виділяється головний чинник суспільного розвитку — боротьба за існування, яка пристосовується до зовнішніх умов, здійснює природний відбір і наділяється організаторською функцією. На основі загального закону еволюції Г.Спенсер конструював універсальну історію людства як поступове сходження від теологічної стадії, неорганізованих орд, які через боротьбу за існування і мілітаризм створюють перші деспотичні держави, де відбувається внутрішня диференціація у формі поділу праці, до індустріальних держав, заснованих на свободі, справедливості, розвитку науки й раціональному веденні господарства.

## Теорія прогресу людства
Важливим здобутком філософсько-історичної системи О.Конта і Г.Спенсера було утвердження теорії прогресу людства, яка ґрунтувалася на ідеях французьких просвітителів 18 ст. Головною характерною рисою теорії прогресу було те, що прогрес людини і людського суспільства мислився не лише як поєднання певної групи фактів у часовій послідовності, але й як закон, як необхідний і безумовний рух від початку культури до її нинішнього стану. Безумовність прогресу пояснювалася тим, що людське суспільство — це остання стадія земного розвитку, в якому прості форми постійно та безперервно піднімалися до вищої стадії, переходячи в більш складні й організовані. У людському суспільстві рушійною силою прогресу, його каталізатором і зміцнюючим матеріалом є знання, могутність людського інтелекту. Тому завдання істориків зводилися до показу безперервності прогресу людства в цілому. Зупинки, перерви, зникнення окремих культур не повинні були підірвати віру істориків у безперервність руху людства. Таким чином, ідея прогресу набувала оптимістичного забарвлення, а кінцева мета — досягнення суспільної гармонії — надавала їй цілеспрямованості. Для О.Конта і його послідовників сутність історії полягала не в пізнанні індивідуального в історії, а в прогресі людства до позитивного періоду як наслідку синтезу сучасного й минулого, яке виступало продуктом світової людської діяльності і пізнати яке можливо лише шляхом виведення певних закономірностей.

## Прихильники теорії, еволюція поглядів
Філософія позитивізму, яка захоплювала сучасників своєю доступністю, орієнтацією на методологічні канони природничих наук, соціальною спрямованістю й оптимізмом, мала численних прихильників серед істориків, які почали свою наукову діяльність в 1860—70-ті рр. Водночас необхідно зазначити, що «правовірними» позитивістами залишалася тільки незначна їх частина (В.Антонович, П.Ардашев, Михайло Грушевський, І.Лучицький, Максим Ковалевський та ін.). Широкий загал істориків (В.Авсеєнко, Д.Багалій, О.Брікнер, В.Піскорський та ін.) дотримувалися дуалістичних теоретичних поглядів або ж еволюціонували до неокантіанства.